# Membrey
Membrey település Franciaországban, Haute-Saône megyében. Lakosainak száma 215 fő (2022. január 1.). Membrey Lavoncourt, Brotte-lès-Ray, Recologne, Savoyeux, Tincey-et-Pontrebeau, Vaite, Vellexon-Queutrey-et-Vaudey és Seveux-Motey községekkel határos.

## Népesség
A település népességének változása:
| Lakosok száma | 221  | 215  | 250  | 217  | 215  | 214  | 214  | 215  | 215  |
|               | 2013 | 2015 | 2016 | 2017 | 2018 | 2019 | 2020 | 2021 | 2022 |